# Малиновопоясничный туканет
Малиновопоясничный туканет (лат. Aulacorhynchus haematopygus) — вид птиц семейства тукановых.

## Описание
Размер птицы 41 см. Тело зелёное на крыльях более тёмное. Выделяется красное пятно над хвостом. Клюв тёмный красно-коричневый, с белой полосой у основания, глаза окаймлены голой бордовой кожей. Самцы и самки внешне похожи.

## Распространение
Обитает в Колумбии, Венесуэле и Эквадоре. Встречается во влажных лесах.

## Образ жизни
Птица моногамна. В кладке 3-4 яйца.

## Питание
Пищей служат в основном плоды. У туканетов интересный способ поглощения пищи. Птица подкидывает плод, потом глотает, а косточку отрыгивает. Если фрукт крупный, то туканет отрывает и подкидывает оторванные кусочки.

## Подвиды
- Aulacorhynchus haematopygus haematopygus
- Aulacorhynchus haematopygus sexnotatus